# Sarah Brown (modèle)
Pour les articles homonymes, voir Sarah Brown.
Sarah Brown (1869 - 12 février 1896) est une modèle française qui posa pour des peintres de l'Académie des Beaux-Arts et de l'Académie Julian dans les années 1880 et 1890.

## Biographie
Marie Florentine Royer est née en 1869 à Paris; elle aurait choisi son nom d'artiste en référence à Sarah Bernhardt.   
Modèle très appréciée, qualifiée de « Reine de la Bohème », son teint clair et sa chevelure de feu lui valait aussi le surnom de Sarah la Rousse. 
Elle posa entre autres pour les peintres Jules Lefebvre et Georges Rochegrosse et pour le sculpteur Frederick MacMonnies.
En 1893, elle fut poursuivie pour atteinte à la pudeur après son apparition fort peu vêtue dans un tableau vivant au bal des Quat'z'Arts,. La manifestation de protestation contre sa condamnation dégénéra en émeutes au Quartier latin.